# پوتو (روستا)
پوتو (به ترکی آذربایجانی: Potu) یک منطقهٔ مسکونی در جمهوری آذربایجان است که در شهرستان گوی‌چای واقع شده‌است. پوتو ۳٬۵۶۷ نفر جمعیت دارد.